# 해왕성 표면의 성질
해왕성의 대기는 천왕성의 대기와 매우 비슷하다. 80%정도가 수소로 구성되어 있고, 약 19%는 헬륨 나머지는 에탄, 메탄 등으로 이루어져 있다.